# ダリッジ・ハムレットFC
ダリッジ・ハムレット・フットボールクラブ（Dulwich Hamlet Football Club）はイングランド・ロンドン・サザーク区ダリッジを本拠地とするサッカークラブチームである。2021-2022シーズンはナショナルリーグ・サウス（6部相当）に所属。このシーズンはかつて所属した元イングランド代表FWのピーター・クラウチがフロント入りし、その模様がディスカバリーチャンネルのドキュメンタリーシリーズ「ピーター・クラウチ 草の根クラブ再生への道」として映像化された。クラウチは「ピッチで起こることに関連する問題の3カ年計画」をまとめ上げた後、2021-2022シーズン終了後にクラブを離れた。このシーズンは過去最高の10位という順位であった。

## クラブ各種記録
一試合最多観客動員数
- 1,835人 vs サウスポート 1998

一試合最多得点勝利試合（イスミアンリーグ）
- 10-1 vs ウェスト・ノーウッド 1920
- 9-0 vs ワージング 1990

一試合最多失点敗戦試合（イスミアンリーグ）
- 1-10 vs ヘンドン 1963
- 0-9 vs ウォルサムストー・アベニュー 1945

一試合最多得点勝利試合（カップ）
- 13-0 vs ウォルトン・オン・テムズ 1936 サリー・シニアカップ

一試合最多失点敗戦試合（カップ）
- 0-9 vs ホーンチャーチ 2004 FAカップ

## タイトル

### 国内タイトル
- FAアマチュア・カップ:4回

1919-1920,1931-1932,1933-1934,1936-1937
- イスミアンリーグ・プレミアディヴィジョン:4回

1919-1920,1925-1926,1932-1933,1948-1949
- イスミアンリーグ・ディヴィジョン1・サウス:1回

2012-2013
- イスミアンリーグ・ディヴィジョン1:1回

1977-1978
- ロンドン・シニアリーグ:5回

1924-1925,1938-1939,1949-1950,1983-1984,2003-2004
- ロンドン・チャレンジカップ:1回

1998-1999
- サリー・シニアカップ:16回

1904-1905,1905-1906,1908-1909,1909-1910,1919-1920,1922-1923,1924-1925,1927-1928
1933-1934,1936-1937,1946-1947,1949-1950,1957-1958,1958-1959,1973-1974,1974-1975
- ロンドン・チャリティーカップ:9回

1919-1920,1920-1921,1922-1923,1925-1926,1927-1928
1928-1929,1974-1948,1956-1957,1957-1958

### 国際タイトル
- なし

## 過去の有名選手
- イアン・ライト
- アラン・パーデュー
- ピーター・クラウチ 2000年にトッテナムからローン移籍。2021-2022シーズンにはフロント入りした。
- ジョージ・エロコビ